# Meliosma beaniana
Meliosma beaniana är en tvåhjärtbladig växtart som beskrevs av Alfred Rehder och E.H. Wilson. Meliosma beaniana ingår i släktet Meliosma och familjen Sabiaceae. Inga underarter finns listade.